# 艾希曼在耶路撒冷
《艾希曼在耶路撒冷：一份关于平庸的恶的报告》（英語：Eichmann in Jerusalem: A Report on the Banality of Evil）是美国政治理论家汉娜·阿伦特1963年的著作。犹太人阿伦特在希特勒上台后逃离德国，本书集合了阿道夫·艾希曼於1961年在耶路撒冷受审时她為《纽约客》撰寫的报道。本书于1964年出版增订版。

## 艾希曼
阿伦特接受了阿道夫·艾希曼的法庭证词和可用的历史证据，并对艾希曼提出了以下几点看法：
- 艾希曼在法庭上自述，他一直试图遵守康德的绝对命令。
- 阿伦特在书中这样描述艾希曼：“说话时间越长，越能感受到他表达力的匮乏与思考能力的缺失，他不会站在别人的立场思考问题，之所以无法同他交流，并不是因为他说谎，而是因为他周围围绕着坚固的壁垒，屏蔽他的言辞和他人的存在，从而帮他一并拒绝着真相。”

## 审判的合法性
除了对艾希曼本人的讨论之外，阿伦特还讨论了审判的其他几个方面：
- 她指出，艾希曼在阿根廷被以色列特工绑架并运到以色列，这是非法行为，他没有在以色列犯下罪行，但在以色列受到了审判。
- 她将他的审判描述为由以色列总理本-古里安安排的一场表演。本-古里安出于政治原因希望不是强调艾希曼所作的行为，而是强调犹太人在大屠杀期间受到的痛苦。[1]
- 她质疑以色列审判艾希曼的权利，以色列1950年签署《联合国反种族灭绝公约》，该公约拒绝普遍管辖权，并要求被告在实施犯罪行为的领土上受审，或由国际法庭审判。[2]
- 艾希曼的行为不是德国法律规定的罪行，因为在当时的第三帝国看来，他是守法公民。[3]

## 平庸的恶
阿伦特的书介绍了恶的平庸。她的论点是，艾希曼不是一位狂热者，而是一个極其平庸而平凡的人，他依靠陈词滥调为自己辩护，而不是自己思考。任何人放弃对善恶是非的判断力去服膺权威，那么最平凡的人也会导致最极端的邪恶。
根據〈「平庸之惡」主角艾希曼的一生〉，作者記載「在鄂蘭眼中，艾希曼明明是大屠殺的策劃人，但卻是一個沉悶、普通、平庸得可怕的官僚，他平凡到令人感受不到一點變態和殘酷的氣息。而根據其證詞，他對猶太人沒有一絲恨意，只是在整個納粹官僚體制中奮發向上。最終那種不帶個人思想的官僚心態，令他把自己的所作所為，從現實脈絡中抽離，在沒有惡念的情況下，做出歷史上最邪惡的事。」(Tong, 2020年)